# 옥천 정지용생가
옥천 정지용생가(沃川 鄭芝溶生家)는 시인 정지용이 태어나 자랐던 충청북도 옥천군 옥천읍 하계리에 있는 생가이다. 

## 소개
1902년 시인 정지용이 태어나게 되었던 집으로 정지용은 지금의 옥천군 옥천읍 하계리에서 약상(藥商)인 아버지 정태국과 어머니 정미하의 장남으로 태어났으며 그의 어머니가 태몽에서 용이 승천하는 꿈을 꾸면서 지용이라는 이름을 지어주었고 17세 때 서울로 상경할 때까지 옥천의 생가에서 지냈고 1950년 6.25 전쟁이 발발하였을 때 북한군이 서울을 점령하면서 집필활동을 하던 중 납북되었으며 평양에서 사망한 것으로 전해졌다. 
이후 대한민국 정부에서 그를 월북 작가로 낙인하여 그의 시작(詩作)이 전부 금서목록으로 지정되어서 불온 인물로 올랐고 박정희 정부 때인 1974년에 원래 생가가 허물어지고 다른 가옥이 들어서 생가지로 남았으나 1988년 노태우 정부가 출범하고 민주화가 되면서 그 해 정지용 시인에 대한 행적이 납북으로 인정되고 시 작품도 해금되면서 옥천에서 지용회가 결성되고 1996년 지금의 옥천읍 하계리에 그의 생가를 복원하게 되었다. 

## 현황
옥천읍에 소재한 전형적인 초가집으로 두 채가 한 울타리에 있으며 정지용은 이 곳에서 17세까지 지내고 서울로 상경하여 교사 생활과 집필 활동을 하였다. 
원래 생가는 1974년에 허물어졌으나 1988년 정지용 시인의 납북이 정부로부터 인정받고 작품들이 해금되면서 옥천에서 결성된 지용회를 통해서 생가 복원이 논의되었으며 1996년에 생가지에 초가집 두 채를 복원하였으며 바로 옆에 정지용 시인의 문학세계를 전시하는 정지용문학관이, 근처에 옥천군립 지용문학공원이 신설되었다. 
매주 월요일, 새해 첫 날, 명절은 휴관한다. 